# 秋元不死男
秋元 不死男（あきもと ふじお、1901年11月3日 - 1977年7月25日）は、日本の俳人。神奈川県横浜市出身。本名は不二雄。前号は東京三（ひがし きょうぞう）。別号に秋元地平線。島田青峰に師事し「土上」「天香」に参加。新興俳句運動に加わり、京大俳句事件に連座して投獄される。戦後は「天狼」参加を経て「氷海」を創刊・主宰。劇作家の秋元松代は妹。息子の秋元近史は『しゃぼん玉ホリデー』を手がけたテレビディレクター・プロデューサー。

## 経歴

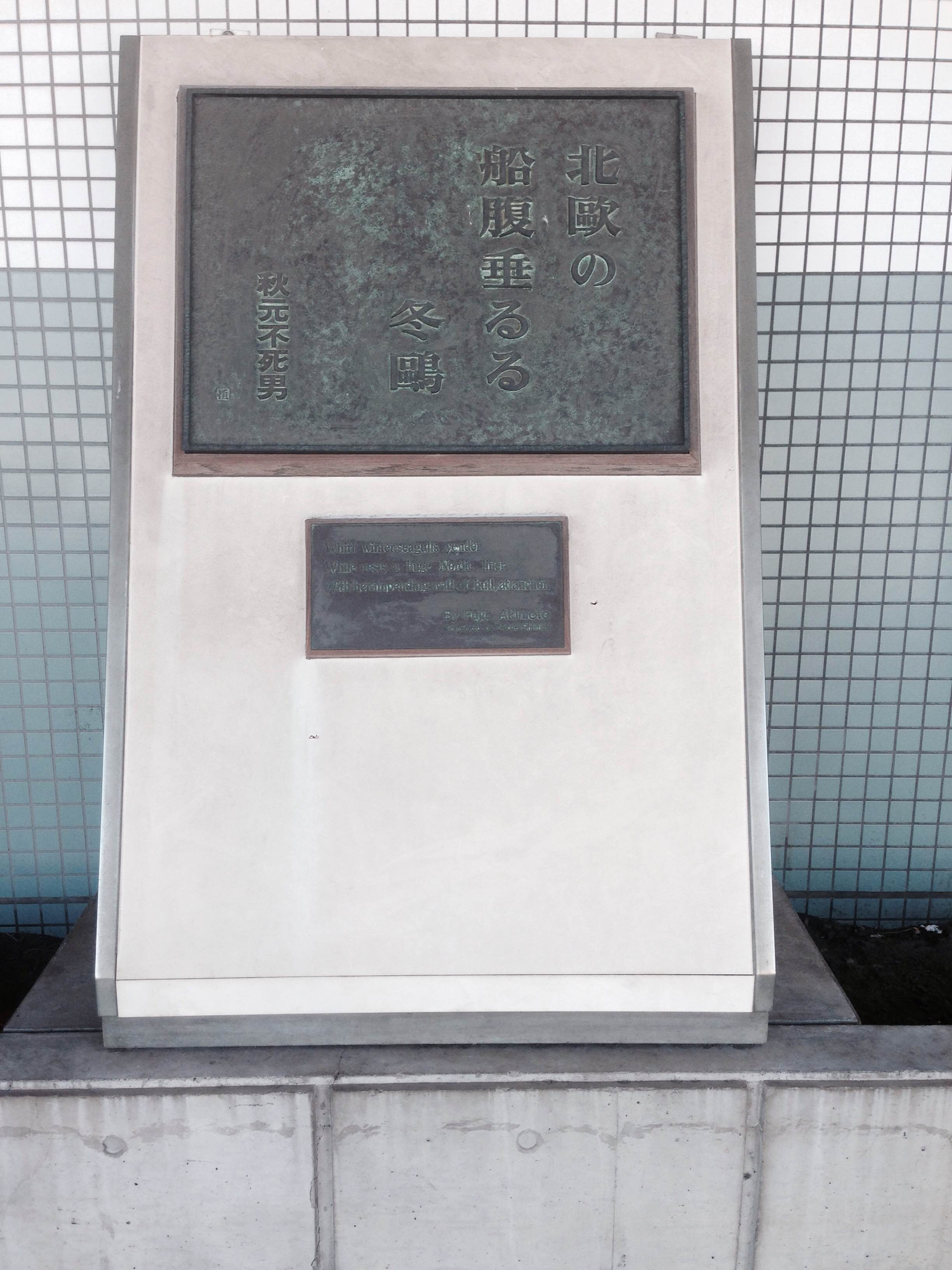
秋元不死男の句碑

横浜市中区元町生まれ。漆器の輸出商の次男で、長男は不死男が生まれた日に病没。他に姉一人、弟・妹が二人ずついたが、父は不死男が13歳のときに病没。以後母親が和裁の賃仕事や夜店の行商をして家計を支えた。1916年、横浜市第二日枝小学校高等科を卒業、横浜火災海上保険会社（後のニッセイ同和損害保険）に入社。社内に渋柿派の俳人守能断腸花がおり、俳句を教わったがこのときは長続きせず。勤めに通いながら一時夜間学校にも通い、学業を断念したのちも文芸書を耽読して過ごした。1920年、同人誌「花路」を創刊。この頃白樺派に傾倒、新しき村の第二種会員となる。1927年、同人誌「青い花」を創刊。当時は詩や短編小説を書いていた。
1929年、嶋田的浦が横浜海上火災保険に入社して同僚となり、翌年、的浦に兄・嶋田青峰を紹介され師事、青峰の主宰する「土上」に投句を開始する。1930年7月、「土上」にABCの筆名で「プロレタリア俳句の理解」を発表、『読売新聞』文芸部長の千葉亀雄により評価され、執筆意欲を高めた。その後実作と評論の両面で活躍、「土上」を代表する俳人に成長する。1931年、清水阿喜（清水径子の姉）と結婚。1934年、新興俳句運動に加わり西東三鬼らと交流、新興俳句系の連絡機関「新俳話会」の幹事を務め、戦火想望俳句を作る。1940年、「土上」終刊、三鬼らと「天香」を創刊。1941年、治安維持法違反の名目による新興俳句弾圧事件が始まり、不死男は2月に検挙、1943年2月に保釈されるまで獄中にあった。この検挙により職を失う。
戦後、1946年に平和と民主主義を掲げる新俳句人連盟の創立に関わり、同連盟幹事に就任するが、運営方針を巡って対立が起こり脱退。1947年、俳号を秋元不死男に改め、現代俳句協会設立発起人、のち幹事長を務める。1948年、山口誓子の「天狼」創刊に参加。1949年、「天狼」東京句会を中心にして「氷海」創刊、のち主宰。1956年、古沢太穂、小林康治、飯島草炎らとともに横浜俳話会を発足。1961年、現代俳句協会を脱退、俳人協会設立に参加。1968年、句集『万座』にて第2回蛇笏賞を受賞。1971年、直腸癌の摘出手術を受ける。1976年2月に再入院し、7月25日、入院先で逝去。享年75。忌日は「甘露忌」と呼ばれる。

## 作風・俳論
- 子を殴（う）ちしながき一瞬天の蝉
- 鳥わたるこきこきこきと罐切れば
- へろへろとワンタンすするクリスマス
- 三月やモナリザを売る石畳
- 終戦日妻子入れむと風呂洗ふ

などが代表句であり、善人性と庶民的ヒューマニズムが作風の基調をなす。その根底には、貧しい一家を支える母を助けながら多感な少年期を過ごした経験がある。山本健吉は「現実的な人間生活に切り込もうとする意欲は、彼の初期からの特徴をなしている。彼の句は素材的で健康で感傷的で単純で重厚だが、詩人的感性は鋭くも深くもないし、抽象的思考は彼のもっとも不得手とするところだ。私は彼の句に、困苦に耐え、しかもちっともねじけなかった暖かい庶民的な感情が流れているゆえに愛するのである」と評している。
戦時下の投獄経験は俳人としての大きな転機をなし、戦後、獄中で紙石盤に書き付けておいた若干の句を含めて獄中吟の連作として発表した。当時獄中吟をまとめた俳人は不死男のみで、俳壇に大きな感銘を与えることとなった。初期から評論においても活躍したが、戦後は1954年に『俳句』誌に発表した「俳句と『もの説』」において、スローガン的な社会性俳句に疑問を投げかけつつ、俳句という形式は「事」ではなく「もの」に執着しなければ崩れてしまうと論じ「俳句もの説」として注目を集める。晩年は飄逸味のあるのびやかな境涯詠を詠んだ。

## 人物
母親から溺愛され、左翼思想を語りながら家庭内では暴君であったことから、妹の秋元松代からは憎まれていた。

## 著書

### 句集
- 『街』（東京三名義）　三省堂〈俳苑叢刊〉、1940年
- 『瘤』　作品社、1950年
- 『万座』　角川書店、1968年
- 『自選自解秋元不死男句集』　白凰社、1972年
- 『甘露集』　角川書店、1977年
- 『秋元不死男全集』（全句集・俳文集）　角川書店、1980年
- 『季語別秋元不死男全句集』（鷹羽狩行編）　角川書店、2001年

### 評論・エッセイ
- 『現代俳句の出発』（東京三名義）　河出書房、1939年
- 『俳句への招き』　永田書房、1976年
- 『俳句入門』　角川書店、1977年
- 『秋元不死男俳文集』　角川書店、1980年